# إرمينترودي هارفي
إرمينترودي هارفي (بالإنجليزية: Ermyntrude Harvey)‏ مواليد 9 يونيو 1895 في لندن - الوفاة 4 أكتوبر 1973، كانت لاعبة كرة مضرب بريطانية. كما أنها إحدى بطلات الجراند سلام.

## النهائيات

### الزوجي: 2 (الألقاب 1, الوصافة 1)
| النتيجة | السنة | الدورة                      | الشريك             | المنافس                   | النتيجة       |
| الفوز   | 1927  | بطولة أمريكا المفتوحة للتنس | كاثلين مكين جودفري | بيتي ناتال جوان فراي      | 6–1, 4–6, 6–4 |
| الوصافة | 1928  | بطولة ويمبلدون              | إيلين بينيت        | بيغي سوندرز فويب هولكروفت | 2–6, 3–6      |

### الزوجي المختلط: 1 (الألقاب 0, الوصافة 1)
| النتيجة | السنة | الدورة                      | الشريك         | المنافس                           | النتيجة  |
| الوصافة | 1925  | بطولة أمريكا المفتوحة للتنس | فنسنت ريتشاردز | كاثلين مكين جودفري جون هوكس (تنس) | 2–6, 4–6 |